# Marinera
La marinera es un baile de pareja suelta mixta caracterizado por el uso de pañuelos y el más conocido de la costa del Perú. Proviene «de la jota aragonesa, de la zamacueca y de la chilena [...,] y asume una connotación nacionalista para convertirse en una versión de música peruana con identidad propia». Es una muestra del mestizaje hispano-indígena-africano, entre otros, y existen diversas teorías o corrientes sobre su origen y evolución.
Su nombre se debe a Abelardo Gamarra, el Tunante, quien en marzo de 1879 rebautizó al baile —«[conocido] con diferentes nombres: [...] tondero, mozamala, resbalosa, baile de tierra, zajuriana y hasta [entonces más generalmente llamado] chilena»— como «marinera».
El 30 de enero de 1986, las formas coreográficas y musicales de la marinera en todas sus variantes regionales fueron declaradas Patrimonio Cultural Inmaterial por el Instituto Nacional de Cultura del Perú (INC), siendo esta la primera declaratoria de este orden otorgado por el Estado peruano. En 2012, el Congreso de la República del Perú declaró celebrar el Día de la Marinera el 7 de octubre, día de nacimiento de Augusto Áscuez Villanueva (1892-1985), uno de sus principales intérpretes.

## Denominación
Según el músico y compositor chileno de la época José Zapiola, la zamacueca habría llegado a Chile proveniente del Perú entre 1824 y 1825. Con el tiempo, habría adquirido modalidades y características propias, y se habría transformado en una variante local. Hacia el final de la Guerra contra la Confederación Perú-Boliviana (1836-1839), junto con las tropas chilenas del Ejército Unido Restaurador, la «zamacueca chilena» llegó al Perú, donde se convirtió en la forma más popular durante las décadas de 1860 y 1870, y se hizo conocida entonces como «chilena».
El sábado 8 de marzo de 1879 —antes de la declaratoria de la Guerra del Pacífico (6 de abril de 1879)—, en su columna «Crónica local» del diario El Nacional, Abelardo Gamarra, el Tunante reseñó el bautismo de los bailes llamados «chilenas» como «marineras»:

No mas chilenas.—Los músicos y poetas criollos tratan de poner punto final á los bailes conocidos con el nombre de chilenas; quieren que lo nacional, lo formado en el pais no lleve nombre extranjero: se han propuesto bautizar, pues, los bailes que tienen el aire y la letra de lo que se lla[ma]ba chilena, con el nombre de Marineras.
Tal titulo tiene su explicacion:
Primero, la época de su nacimiento será conmemorativa de la toma de Antofagasta por los buques chilenos, —cuestion marina.
Tendra la alegría de la marina peruana al marchar al combate, —cuestion marina.
Su balance gracioso imitará el vaiven de un buque sobre las ajitadas olas, —cuestion marina.
Su fuga será arrebatadora, llena de brio, endiablada como el combate de las dos escuadras, si llega á realizarse, —cuestion marina.
Por todas estas razones, los nuevos bailes se llamaran, pues, marineras, en vez de chilenas.
El nombre no puede ser mas significativo, y los músicos y poetas criollos se hallan ocupados en componer para echar á volar por esas calles, letra y música de los nuevos bailes que se bailan, como las que fueron chilenas y que en paz descansen [...].
(ortografía original)

Dos décadas más tarde, en la sección «El baile nacional» de su libro Rasgos de pluma (1899), Gamarra señaló:

El baile popular de nuestro tiempo, se conoce con diferentes nombres: se le llama tondero, mozamala, resbalosa, baile de tierra, zajuriana y hasta el 79 era más generalizado llamarlo chilena; fuimos nosotros los que [...] creímos impropio mantener en boca del pueblo y en momentos de expansión semejante título, y sin acuerdo de ningún Consejo de Ministros, y después de meditar en el presente título, resolvimos sustituir el nombre de chilena por el de marinera.

Entre fines del siglo XIX e inicios del XX, el apelativo «chilena» siguió usándose; sin embargo, con la Guerra del Pacífico (1879-1884), la ocupación de Lima (1881-1883) y la aparición hacia 1890 de la llamada «Guardia Vieja», terminó por imponerse definitivamente el nombre de «marinera», que fue declarada baile nacional.

## Primeras marineras
Las primeras marineras fueron publicadas en el diario El Nacional en marzo de 1879:
- el día 8,[16] «La Antofagasta», puerto boliviano ocupado por Chile en esos días, escrita por el Tunante con música de Nicanor Núñez del Prado; y
- el día 15,[16] «Ciruelas de Chile», escrita y musicalizada por José Alvarado, Alvaradito.[19]

En tanto, la primera marinera compuesta para ser cantada con acompañamiento de piano se creó en 1892 con el nombre de La concheperla, con letra de el Tunante y música de Alvaradito. Su partitura fue transcrita por Rosa Mercedes Ayarza.

## Origen
Hay fuentes que señalan que la marinera «viene de la jota aragonesa, de la zamacueca y de la chilena, se desliga de su nombre anterior ("chilena"), como consecuencia de la guerra con Chile y asume una connotación nacionalista para convertirse en una versión de música peruana con identidad propia».
Existe un debate respecto a las distintas influencias y vertientes que dieron origen a esta danza, las cuales son: la corriente peruanista, baile exclusivamente de origen nacional; la corriente hispanista, inspirada en bailes virreinales de salón; y la corriente africanista, danza de ascendencia afroperuana.

### Corriente peruanista
Esta corriente sostiene que este baile es exclusivamente peruano. El historiador peruano Rómulo Cúneo Vidal indica que la zamacueca era una danza de descanso, cuyo nombre proviene del quechua zawani, que significa baile del día de descanso y que zamiquiqui era el descanso campesino luego de una semana de trabajo durante el Virreinato del Perú. Sus afirmaciones se respaldan en huacos de las culturas mochica e inca donde la mujer tiene la mano en la cintura y el hombre la mano en la espalda, además, ambos sostienen un bolso o pañuelo.

### Corriente hispanista
Esta corriente sostiene que la marinera estaría inspirada en los bailes virreinales de salón como el minué, cuadrilla, rigodón, los que fueron copiados por la servidumbre y luego el pueblo. Las melodías, los tonos, la guitarra y el arpa conforman el aporte hispánico al baile.
Los ritmos europeos como el fandango y las cashuas permitieron la creación de la sajuriana chilena, el zambo venezolano, el cielo o cielito gaucho rioplatense, el bambuco granadino, el amor fino ecuatoriano y el toro mata peruano.
El argentino Carlos Vega argumenta que la zamacueca nace en 1610 en el barrio de Malambo (ubicado en el limeño Distrito del Rímac), indicando que es una danza de pareja suelta, picaresca y donde los bailarines usan un pañuelo en la mano.

### Corriente africanista
Esta corriente sostiene que su origen es afroperuana puesto que han sido zambos y negros los principales danzantes recordando los bailes africanos. La denominación "zamacueca" provendría de "zamba clueca" donde la "zamba" (mujer mestiza negro/amerindio) realiza movimientos como una gallina "clueca" que ha puesto un huevo.
El músico y poeta Nicomedes Santa Cruz indica que la denominación proviene de "samba" y "cuque" dialecto de kimbundo que significa: "venia para empezar el lundú".
A inicios de 1800 el baile se llamaba "zamba" y luego "zamacueca", que los africanistas consideran el origen de la marinera y otros bailes como la "mozamala", la "cueca", el "baile del pañuelito".
El costumbrista Fernando Romero indica que el baile colonial llamado "zamba" realizado por bozales y mulatos es la madre de la zamacueca y abuela de la marinera. El investigador José Durand sustenta que la zamacueca sería la madre de la marinera.

## Variantes

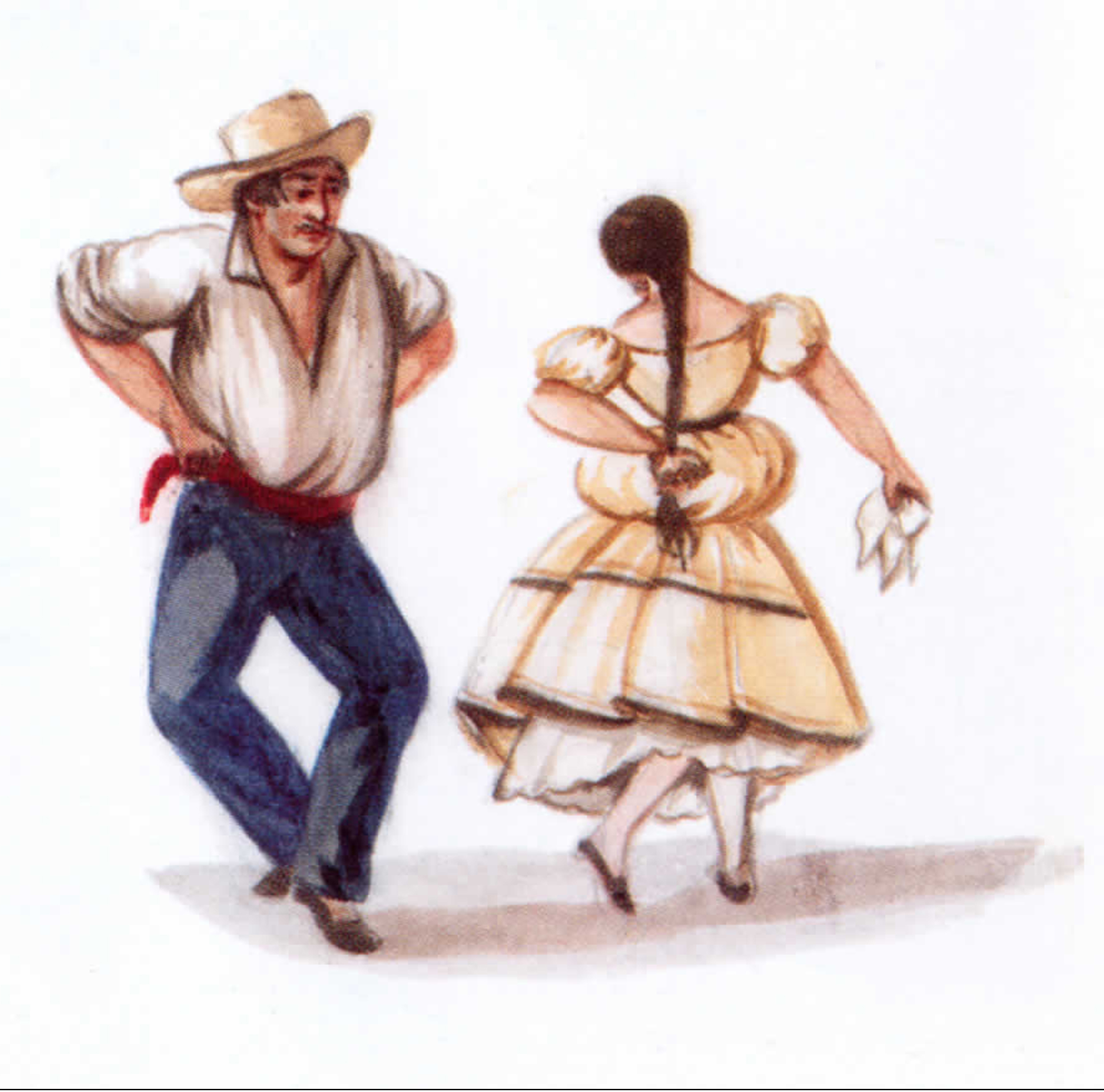
Marinera según Pancho Fierro.

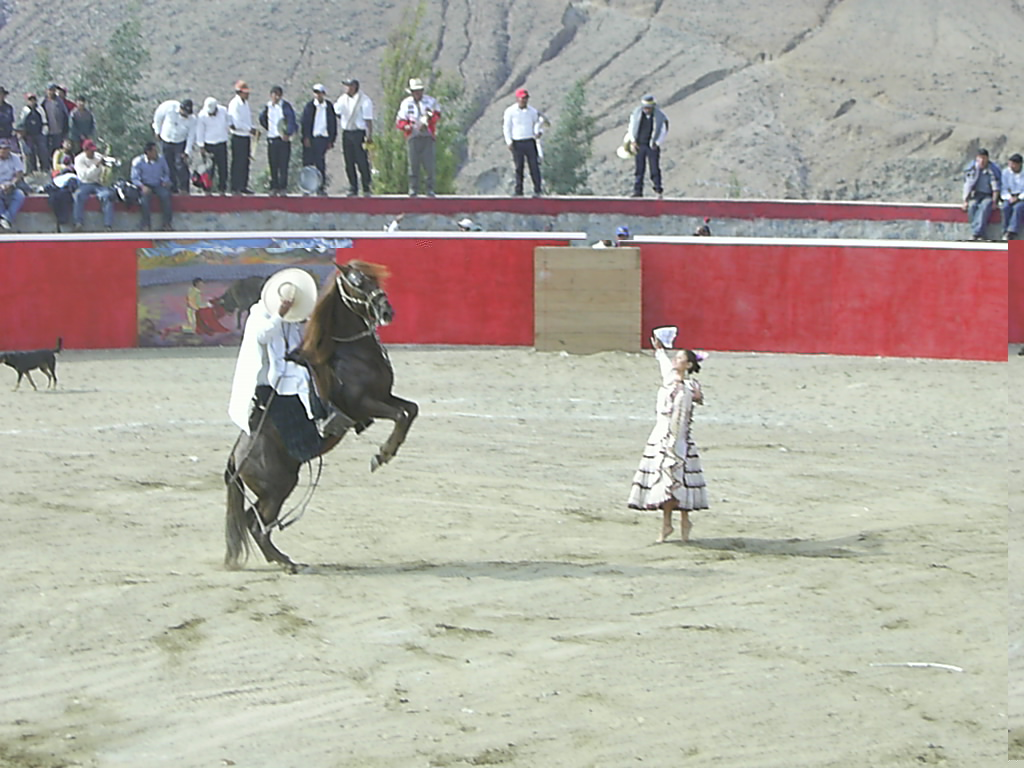
Esta es una representación de como es la marinera a caballo.

La marinera posee variantes en la costa, sierra y selva del Perú. Las principales variantes son: la marinera limeña, la marinera norteña, y la marinera de los pueblos del sur del Perú.

### Marinera limeña
Es elegante, cadenciosa y usa un pañuelo. Puede interpretarse en tono musical mayor o menor. La marinera de contrapunto o "canto de jarana" suele constar de tres cuartetas, resbalosa y fuga (puede ser más de una). La marinera limeña es un baile de salón que comparte con las otras variantes una estructura común, compuesta por la primera, segunda y tercera jarana, resbalosa y fuga.
La vestimenta de la marinera limeña destaca por su elegancia y sobriedad. La pieza principal es un vestido de mangas abombadas confeccionado en seda, raso o material similar que se extiende hasta la altura de los tobillos. No es casual su semejanza a la vestimenta de la cueca chilena, dado que ambos bailes tienen un origen común.
La parte superior de la prenda se inicia con un discreto escote que mantiene totalmente cubierto el busto, para continuar ceñido al cuerpo hasta el inicio de las caderas. La parte inferior o falda tiene un vuelo bastante amplio pero que no llega a tener el volumen del vestido de la marinera norteña o puneña.
La bailarina debe llevar una enagua o fustán de raso o satén bajo el vestido. Dicha prenda interior quedará parcialmente expuesta durante el baile, ya sea con el movimiento cadencioso o al momento de remangar en forma coqueta el faldón del vestido.
Es obligatorio el uso del pañuelo (el cual se lleva en la mano) y de calzado (generalmente zapatos de tacón alto).
El peinado de la marinera limeña destaca por su sencillez, pues basta con recoger los cabellos hacia atrás, utilizando un moño. No obstante, es aceptado el uso de accesorios de adorno.

### Marinera norteña
Adquirió características de bailes coloniales de nativos norteños. En la marinera norteña el hombre baila con zapatos, en cambio la mujer, que representa a la campesina, no los usa. Con los ensayos y la práctica constante las plantas de los pies de las bailarinas se curten y endurecen y pueden bailar descalzas sobre suelos irregulares, pedregosos, muy ásperos y con frecuencia extremadamente calientes sin que esto afecte la calidad del baile, algo muy apreciado por el público y que para ellas es motivo de gran orgullo. como lo indica el conocido refrán "mientras peor el suelo, mejor la bailarina".  Muchas bailarinas incluso se enorgullecen de poder apagar cigarrillos encendidos en las encallecidas plantas de sus pies.
Además de destreza y ensayos constantes, la marinera demanda también gran esfuerzo físico y sacrificios por parte de los bailarines, quienes deben someterse a ejercicios y dietas adecuadas. Tal es así que con el fin de fortalecer las plantas de sus pies es bien sabido que muchas bailarinas entrenan saliendo a caminar descalzas a la calle, yendo a distintos lugares como parte de su día a día y en sus ratos libres. Los varones por su parte practican incansablemente el zapateo y los distintos pasos hasta dominarlos. Un bailarín de marinera norteña deja de lado compromisos sociales, familiares y horas de descanso con tal de dedicar tiempo a su pasión.
La marinera en el norte (departamentos de Lambayeque, La Libertad, Piura y otros) es ágil, elegante, libre, alegre y espontánea, mostrando durante todo el baile un coloquio amoroso en el cual la dama coquetea con picardía, astucia e inteligencia expresando su afectividad, mientras el varón galantea, acompaña, acecha y conquista a su pareja. Este mensaje se desarrolla durante la ejecución del baile y es necesario que sea cantada como en el caso de la "Limeña", aunque también se puede bailar con banda de músicos. Se trata de un baile de contrapunto donde el varón y la dama deberán demostrar su destreza y habilidad.
En lo referente al vestido típico de las damas debemos mencionar que no existen vestidos de marinera, sino más bien las bailarinas deben lucir vestidos típicos de los pueblos norteños a la usanza de como vestían a comienzos del siglo XIX, eso sí, bailando siempre con los pies descalzos. Es completamente inaceptable el uso de zapatillas, ballerinas, esparadrapo o cualquier clase de calzado para la interpretación de este baile, de hecho se dice que si “una mujer baila con zapatos entonces no baila marinera norteña”.
En los varones es muy conocido el típico traje del cholo norteño, por algunos conocidos como chalán, con poncho de telar y de hilo, acompañado de sombrero de paja de ala ancha. En algunos pueblos del norte se usa el terno de dril blanco de costura simple, característico de toda la costa norte peruana. En cuanto al calzado este debe ser negro y de vestir.

### Marinera puneña

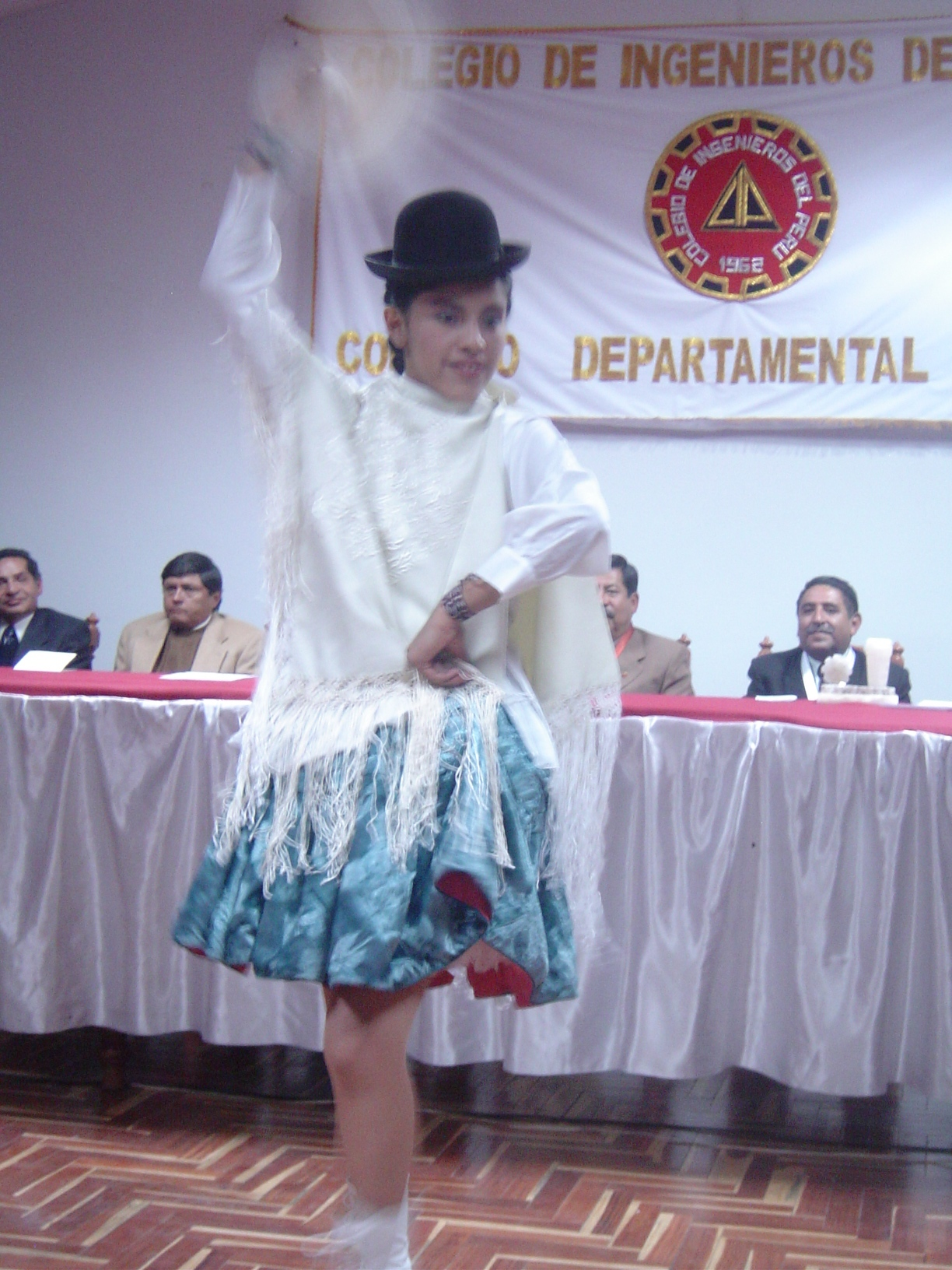
Mujer bailando marinera puneña.

En Puno, la marinera es una danza de carácter carnavalesco; con movimientos muy cadenciosos, danzadas una a continuación de otra. La primera, de características similares a otras marineras ejecutadas a lo largo del Perú pero originada en la ciudad de Puno, seguida de un huayno pandillero o pandilla.

### Marinera arequipeña
La marinera arequipeña tiene un aire más lento con respecto a las marineras norteña y limeña, se traduzca, origine o explique, en el aspecto musical propiamente dicho. Las marineras norteñas y limeñas se escriben en 6/8 y se interpretan a dos tiempos; mientras, por lo general, las marineras arequipeñas se escriben en 3/4 y se interpretan a tres tiempos, como en las marineras arequipeñas que compuso y recopiló en el pentagrama don Benigno Ballón Farfán. Un ejemplo claro de ellas las tenemos en: “Natividad del alma” y “La Traidora”. No está demás agregar que la marinera arequipeña tiene una música algo más melancólica que las norteñas y limeñas, en contraste flagrante con sus letras que son, por lo general, pícaras, alegres y hasta desinhibidas.

### Marineras andinas o serranas
Tiene más influencia andina. Generalmente en tono menor, con movimientos lentos, se repite dos veces y termina en fuga de huayno o pampeña. Tiene más elementos de mixtura (mestizaje) tanto en sus pasos como en el vestuario e instrumentos, tales como Cajamarca, Ayacucho, Ancash, Cusco, etc. Todas tienen tanto semejanzas como diferencias entre sí, dependiendo de las influencias españolas y andinas de cada sector o región.

## Marinera con caballo peruano de paso
La marinera es el baile nacional del Perú, y su ejecución busca hacerse con derroche de gracia, picardía y destreza. Por su parte, el caballo peruano de paso es una raza equina surgida durante el Virreinato en el Perú, cuyos ejemplares tienen naturalmente un trote peculiar.

## Concurso Nacional de Marinera
Desde 1960, durante la última semana del mes de enero de todos los años, se realiza en la ciudad de Trujillo el Concurso Nacional de Marinera, es un certamen de fama internacional en el que participan miles de parejas de baile provenientes de todos los rincones del Perú y del exterior. Es sin duda uno de los mayores eventos del folklore peruano, y se ha constituido en uno de los puntos más sobresalientes en el calendario turístico del país. Este Concurso es la meta final de todo cultor de este baile, es necesario mencionar que durante todo el año y en diversas ciudades del Perú se realizan diversos concursos. En la ciudad de Lima el Principal Concurso de Marinera Norteña es el que realiza la asociación cultural Todas las Sangres desde 1987; evento que es pionero en implantar nuevos mecanismos de calificación y transparencia en los resultados.

## Música
La música de la marinera se inicia con el compás de 3/4; se compone principalmente por los siguientes instrumentos:
- Una base de tarola, bombo y platillos; este último se usa en pares haciéndolos chocar entre ellos con las manos. También la base puede ser acompañada con cajón (instrumento).
- Acompañamiento de guitarra.
- Una “voz” tocada con saxofón y trompeta.
- Segunda voz tocada con tuba, trombón y clarinete.
- Acompañamiento de violín, o demás instrumentos de cuerda que impliquen un arco "opcional".